# Округ Читам (Тенеси)
Читам (енгл. Cheatham County) је округ у америчкој савезној држави Тенеси.

## Демографија
По попису из 2010. године број становника је 39.105, што је 3.193 (8,9%) становника више него 2000. године.
| Група             | 2000.          | 2010.          |
| Белци             | 34.506 (96,1%) | 36.914 (94,4%) |
| Афроамериканци    | 532 (1,5%)     | 564 (1,4%)     |
| Азијати           | 63 (0,2%)      | 140 (0,4%)     |
| Хиспаноамериканци | 437 (1,2%)     | 910 (2,3%)     |
| Укупно            | 35.912         | 39.105         |